# Arno Wallaard Memorial 2022
L'Arno Wallaard Memorial 2022, trentasettesima edizione della corsa e valevole come evento dell'UCI Europe Tour 2022 categoria 1.2, si svolse il 16 aprile 2022, su un percorso di 188,1 km, con partenza e arrivo a Meerkerk, nei Paesi Bassi. La vittoria fu appannaggio del neerlandese Elmar Reinders, il quale completò il percorso in 4h16'00", alla media di 44,086 km/h, precedendo il connazionale Maikel Zijlaard e il danese Tobias Kongstad.
Sul traguardo di Meerkerk 87 ciclisti, su 157 partiti, portarono a termine la competizione.

## Ordine d'arrivo (Top 10)
| Pos. | Corridore               | Squadra      | Tempo    |
| ---- | ----------------------- | ------------ | -------- |
| 1    | Elmar Reinders          | Riwal        | 4h16'00" |
| 2    | Maikel Zijlaard         | VolkerWessel | s.t.     |
| 3    | Tobias Kongstad         | Suri         | s.t.     |
| 4    | Rasmus B. Wallin        | Suri         | a 3"     |
| 5    | D. van Sintmaartensdijk | VolkerWessel | s.t.     |
| 6    | Rory Townsend           | WiV SunGod   | s.t.     |
| 7    | Magnus Bak Klaris       | Suri         | a 7"     |
| 8    | Mathias Larsen          | Suri         | a 57"    |
| 9    | Martijn Budding         | Riwal        | a 1'30"  |
| 10   | Jesper Rasch            | Abloc CT     | s.t.     |